# Köpfelplatte
De Köpfelplatte (ook Köpflplatte, Italiaans: La Lasta) is een 2410 meter hoge berg in de Ötztaler Alpen in het Italiaanse Zuid-Tirol.
De berg is gelegen in de Salurnkam. De berg ligt dicht bij Schluderns, waar de Vinschgau naar het noorden afbuigt. Met zijn hoogte is de berg klein ten opzichte van de vele drieduizenders rondom Köpfelplatte. De flanken van de berg dienen als bergweide voor runderen, schapen en paarden.
De berg wordt vaak beklommen in combinatie met beklimming van omringende toppen als de Schwarzer Knott (2811 meter), Hohes Kreuzjoch (2992 meter), Unteres Kreuzjoch (2763 meter) en Runnerköpfl (2593 meter). Beklimming van de berg is het makkelijkst vanuit Tanas (1400 meter), een buurtschap nabij Laas, bereikbaar via Allitz. De top is ook te bereiken vanuit Schluderns, maar dan dienen 500 extra hoogtemeters te worden overwonnen.